# Matthews Island
Matthews Island är en ö i Antarktis. Den ingår i ögruppen Sydorkneyöarna nordost om Antarktiska halvön. Argentina och Storbritannien gör anspråk på området. Arean är 3,9 kvadratkilometer.
Terrängen på Matthews är lite kuperad. Öns högsta punkt är 291 meter över havet. Den sträcker sig 3,5 kilometer i nord-sydlig riktning, och 2,5 kilometer i öst-västlig riktning.
I övrigt finns följande på Matthews:
- Cofre (en ö)
- El Divisor (en udde)